# Povl Mark
Povl Sørensen Mark (Erslev, 1889. június 19. – Odense, 1957. január 18.) olimpiai ezüstérmes dán tornász.
Az 1912. évi nyári olimpiai játékokon indult tornában és a svéd rendszerű csapat összetettben ezüstérmes lett.
Klubcsapata a Skytterforeningernes Hold volt.